# Топі Кескінен
Топі Кескінен (фін. Topi Keskinen, нар. 7 березня 2003, Еспоо) — фінський футболіст, нападник шотландського клубу «Абердин» та національної збірної Фінляндії. Виступав також за клуби «Міккелін Паллоільят» та «ГІК». Чемпіон Фінляндії, володар Кубка фінської ліги та володар Кубка Шотландії.

## Клубна кар'єра
Топі Кескінен народився 2003 року в місті Еспоо, та є вихованцем футбольної школи клубу «Міккелін Паллоільят». У 2019 році Кескінен розпочав грати в основній команді клубу, в якій виступав до кінця 2022 року, взявши участь у 68 матчах чемпіонату. На початку 2023 року футболіст перейшов до складу клубу «ГІК», у якому в перший же рік виступів став чемпіоном Фінляндії та володарем Кубка фінської ліги.
З 2024 року Топі Кескінен грає у складі шотландського клубу «Абердин». у складі команди фінський нападник у сезоні 2024—2025 років став володарем Кубка Шотландії.

## Виступи за збірні
У 2022 році Топі Кескінен дебютував у складі юнацької збірної Фінляндії, загалом на юнацькому рівні взяв участь у 2 іграх, відзначившись одним забитим голом.
З 2022 року Кескінен грає у складі молодіжної збірної Фінляндії. У складі збірної футболіст брав участь у молодіжному чемпіонаті Європи 2025 року.
У 2024 році Топі Кескінен дебютував у складі національної збірної Фінляндії. Станом на середину червня 2025 року футболіст зіграв у складі національної збірної 4 матчі, в яких забитими голами не відзначився.

## Титули і досягнення
- Чемпіон Фінляндії (1):

«ГІК»: 2023
- Володар Кубка фінської ліги (1):

«ГІК»: 2023
- Володар Кубка Шотландії (1):

«Абердин»: 2024–2025